# 福阿德·舒庫爾遇刺案
當地時間2024年7月30日，以色列在黎巴嫩首都貝魯特郊區達希耶的哈雷特赫賴克發動針對一棟公寓大樓的空襲，造成黎巴嫩武裝政治組織真主黨指揮官福阿德·舒庫爾、伊朗軍事顧問米拉德·貝迪、以及5名黎巴嫩平民喪生，其中包括2名兒童，另有80人受傷。
這次襲擊的目標是舒庫爾，以色列指控他參與三天前在以佔戈蘭高地邁季代勒舍姆斯發動火箭彈襲擊，該襲擊導致12名敘利亞德魯茲兒童和青少年喪生。根據黎巴嫩國家通訊社的報導，這次襲擊由無人機發射3枚導彈，擊中公寓大樓，導致建築部分倒塌。

## 背景
自從2023年哈馬斯對以色列發動襲擊以來，真主黨和以色列之間的跨境衝突已經導致大量以黎兩國居民被迫撤離，邊境地區的建築物和土地受到嚴重破壞。截至2024年7月5日，以色列聲稱已擊斃大約366名真主黨成員，同時確認有超過100名黎巴嫩平民遇難。根據聯合國的數據，超過9萬名黎巴嫩居民被迫逃離家園，而以色列也有6萬名平民撤離。雖然以色列和真主黨保持足夠的攻擊強度，但雙方均避免將衝突升級為全面戰爭。從2023年10 月7日到2024年6月21日，以色列對黎巴嫩發動了6124次襲擊，而真主黨及其他黎巴嫩武裝力量則對以色列發動了1258次攻擊。
2024年7月27日，德魯茲人城鎮邁季代勒舍姆斯發生一宗火箭襲擊事件，當時火箭擊中一個足球場，造成12名敘利亞德魯茲兒童和年輕人死亡。這宗事件是自2023年衝突開始以來以色列和黎巴嫩邊境發生的最致命事件，引發廣泛的憤怒與震驚。以色列和美國指責真主黨發動這次襲擊，並指出火箭為伊朗製造的Falaq-1，彈頭內裝有超過50公斤的炸藥。但真主黨強烈否認涉及事件。以色列隨後表示將對真主黨展開報復行動，但會避免將衝突升級成全面的地區戰爭。在這次襲擊發生前，已有幾家國際航空公司停止飛往貝魯特-拉菲克·哈里里國際機場的航班。而在7月30日，真主黨對以色列上加利利地區的哈戈什里姆基布茲發動火箭襲擊，造成一名平民死亡。

## 目標
福阿德·舒庫爾是這次襲擊的主要目標，他被美國列為「全球特別指定恐怖分子」，並擔任真主黨總書記哈桑·納斯魯拉的高級軍事顧問。此外，他也是真主黨最高軍事機構「聖戰委員會」的成員。舒庫爾曾參與1983年10月23日貝魯特美國海軍陸戰隊營地的爆炸襲擊，該事件導致241名美國士兵喪生，另有128人受傷。根據以色列的情報，他也是真主黨促成從伊朗獲得遠程導彈制導系統的關鍵人物。2017年，美國財政部懸賞500萬美元徵集關於舒庫爾的情報。自兵營爆炸後，他主要隱居於哈雷特赫賴克的一間公寓，很少公開露面。

## 襲擊
目擊者報導稱，當地時間晚上19點40分左右，貝魯特達希耶區發生巨大的爆炸聲，該地區是真主黨的主要據點之一。這次襲擊的目標是真主黨指揮官福阿德·舒庫爾，發生在靠近真主黨諮詢委員會的地點。根據《華爾街日報》的報導，一名真主黨官員表示，舒庫爾收到一通電話，要求他從辦公室前往住在五層樓高的公寓。舒庫爾的辦公室在二樓，他住在同棟大樓的七樓。據推測，這通電話可能是由入侵真主黨通訊網路的人所打，認為在較高樓層更容易實施空襲。真主黨否認這一說法，並稱《華爾街日報》 的報導「捏造事實」且「大話連篇」。
黎巴嫩國家通訊社報導稱，此次襲擊是由無人機發射3枚導彈完成的，雖然以色列國防軍並未在聲明中具體說明襲擊的方式。導彈擊中一棟公寓大樓，導致大樓一半倒塌，並對鄰近的醫院造成輕微損壞。襲擊發生後，市區陷入恐慌，許多市民試圖逃離現場，造成嚴重的交通擁堵。此外，支持真主黨的抗議者聚集在襲擊現場，高喊支持的口號。記者在現場報導時遭遇阻撓，尤其是半島電視台和MTV的記者，他們在哈雷特赫賴克被真主黨支持者攻擊，並被阻止繼續採訪。
初步報導顯示，舒庫爾在空襲中倖存。然而，沙特阿拉伯媒體報導稱，消息來源證實舒庫爾已經死亡。以色列隨後宣布舒庫爾已在襲擊中喪生，而真主黨仍未正式確認此消息，僅表示正在評估襲擊帶來的損害。根據黎巴嫩衛生部的消息，舒庫爾的妻子以及另外一名女性和兩名兒童在此次襲擊中死亡，另有80人受傷。次日，黎巴嫩安全部門證實從瓦礫中找到他的屍體，最終確認他的死亡，真主黨幾小時後也正式對外宣佈此事。此外，伊朗軍事顧問米拉德·貝迪也在此次襲擊中身亡，將總死亡人數提高到7人。

## 反應

### 相關國家及組織
- 黎巴嫩，總理納吉布·米卡提強烈譴責這次襲擊，稱這是一系列侵略行動，針對平民進行殺戮，明顯違反國際法[27]。信息部長齊亞德·馬卡里表示，黎巴嫩預料真主黨會對以色列的襲擊作出報復，政府將努力通過外交途徑來降低緊張局勢[35]。

- 以色列：國防部長約阿夫·加蘭特在襲擊發生後不久，在他的X／Twitter帳戶上發文稱，「真主黨已經越過了紅線[27]。」

- 真主黨黎巴嫩國會議員阿里·阿馬爾表示：「這個敵人渴望戰爭，我們準備應戰，願真主保佑，我們已經準備好[36]。」三十分鐘後，有消息稱以色列國防部長加蘭特對部隊表示：「我們不想要戰爭，但我們已經為所有可能的情況做好準備[37]。」

### 國際
- 美国：副總統賀錦麗在喬治亞州亞特蘭大的競選行程中表示，以色列「有權防禦自己，免受恐怖組織的攻擊，而真主黨正是這樣的組織[27]。」

- 伊朗：外交部形容這次襲擊「惡毒」，並讚揚黎巴嫩人民在「以色列種族隔離政權的侵略」下，為支持巴勒斯坦人的抵抗而做出的努力[27]。

- 俄羅斯：外交部譴責這次襲擊，稱其為「嚴重違反國際法的行為[27]。」

## 後續
2024年8月25日清晨，真主黨為了報復舒庫爾遇刺，從黎巴嫩向以色列發起大規模火箭襲擊。這次襲擊正值什葉派穆斯林的重要節日Arba'in，真主黨將這一宗教因素作為襲擊的動機之一。該組織隨後宣佈，在這一階段共向以色列發射320枚火箭。作為回應，以色列展開預防性空襲，目標是數千個設定好於早上5點朝特拉維夫發射的真主黨火箭發射器，並出動數百架戰機執行任務。
美國總統祖·拜登持續密切關注事態發展，美以官員間保持緊密聯繫。本·古里安國際機場臨時停運。以色列國防部長約阿夫·加蘭特宣佈進入為期48小時的緊急狀態，並向美國國防部長勞埃德·奧斯汀通報最新情況。以色列總理本雅明·內塔尼亞胡召開安全內閣會議，討論對策，並在以色列北部地區實施多項緊急措施，包括開放避難所並限制公眾行動。